# ヘルムズリー・ビル
ヘルムズリー・ビル (Helmsley Building) はニューヨーク市ミッドタウン・マンハッタン東45丁目と46丁目の間のパーク街230号に位置する高層ビルである。グランド・セントラル・ターミナルの建築を手がけたen:Warren & Wetmoreによって設計されたボザール様式の35階建てビルで、1929年に竣工した当時はニューヨーク・セントラル・ビル (New York Central Building) という名称だった。パンナム・ビル（現在のメットライフ・ビル）が建設される以前は、このビルはニューヨーク市の最も高級なアベニューにグランド・セントラル・ターミナル周辺の巨大"ターミナル・シティ" (Terminal City) 複合施設のランドマークとしてそびえていた。
パーク・アベニュー高架橋 (en) がこのビルの中を通っており、アップタウン方面とダウンタウン方面の二方面の道路の出入口となっている。この二本の高架橋はヘルムズリービルの正面の東46丁目でパーク・アベニューと接続している。
ヘルムズリービルは1987年にニューヨーク市ランドマーク (en) に登録された。

## 歴史

### ニューヨーク・セントラル・ビル
1912-1913年にニューヨーク・セントラル鉄道が電化される以前は、グランド・セントラル・ターミナルの北の隣接地は蒸気機関車用の野外車両基地と軌道であった。鉄道が電化されさらに鉄道基地が覆われたことでパーク・アベニューの北進と新しいビルの建設が可能となった。こうして好奇心おう盛な出資者も集まりニューヨーク・セントラル・ビルが建設されることとなった。
1929年、ニューヨーク・セントラル鉄道会社はニューヨーク市パーク街230号に34階建ての本社ビルを建設した。1913年、ニューヨーク・セントラルはニューヨーク市の視覚的終端点を建設するという着想を得た。当初の計画ではニューヨークの中心のグランド・セントラル・ターミナルの上にこの終端点を置くことになっていたが、そのコンセプトは少し北にストリートをまたいでニューヨーク・セントラル・ビル  (New York Central Building) を建設するという形で実現することとなった。

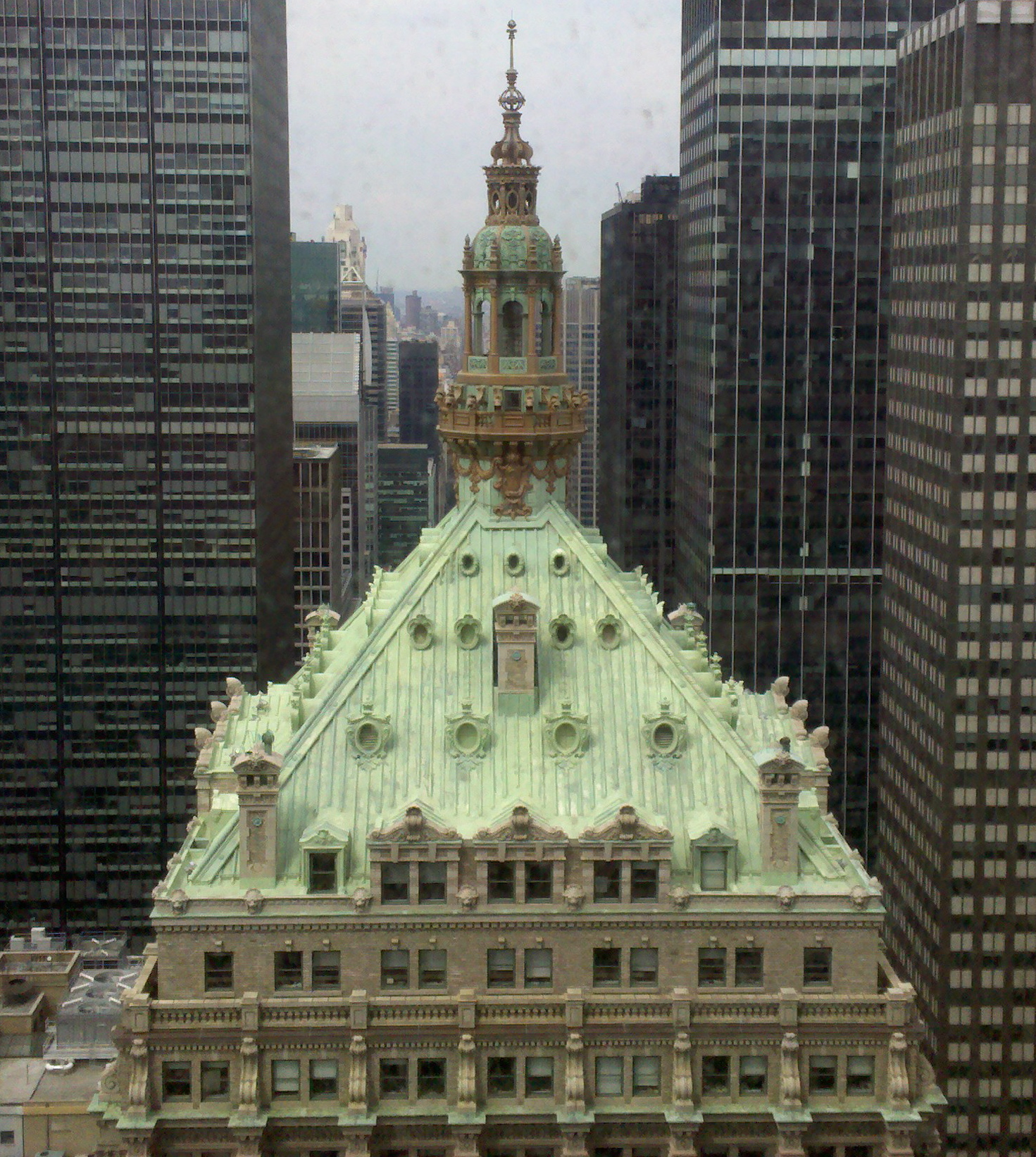
南側のビル上部

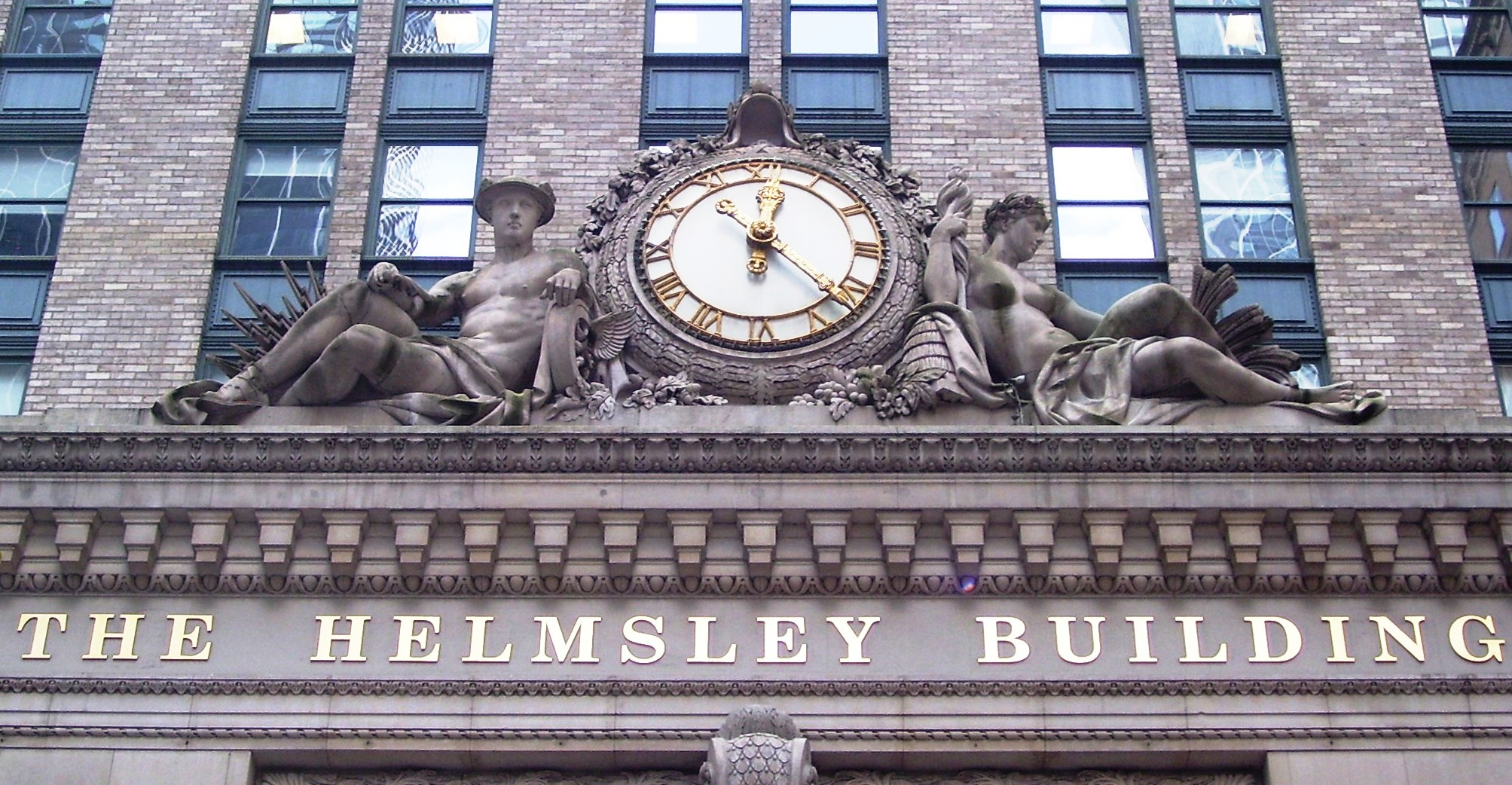
入口の上の時計と彫刻

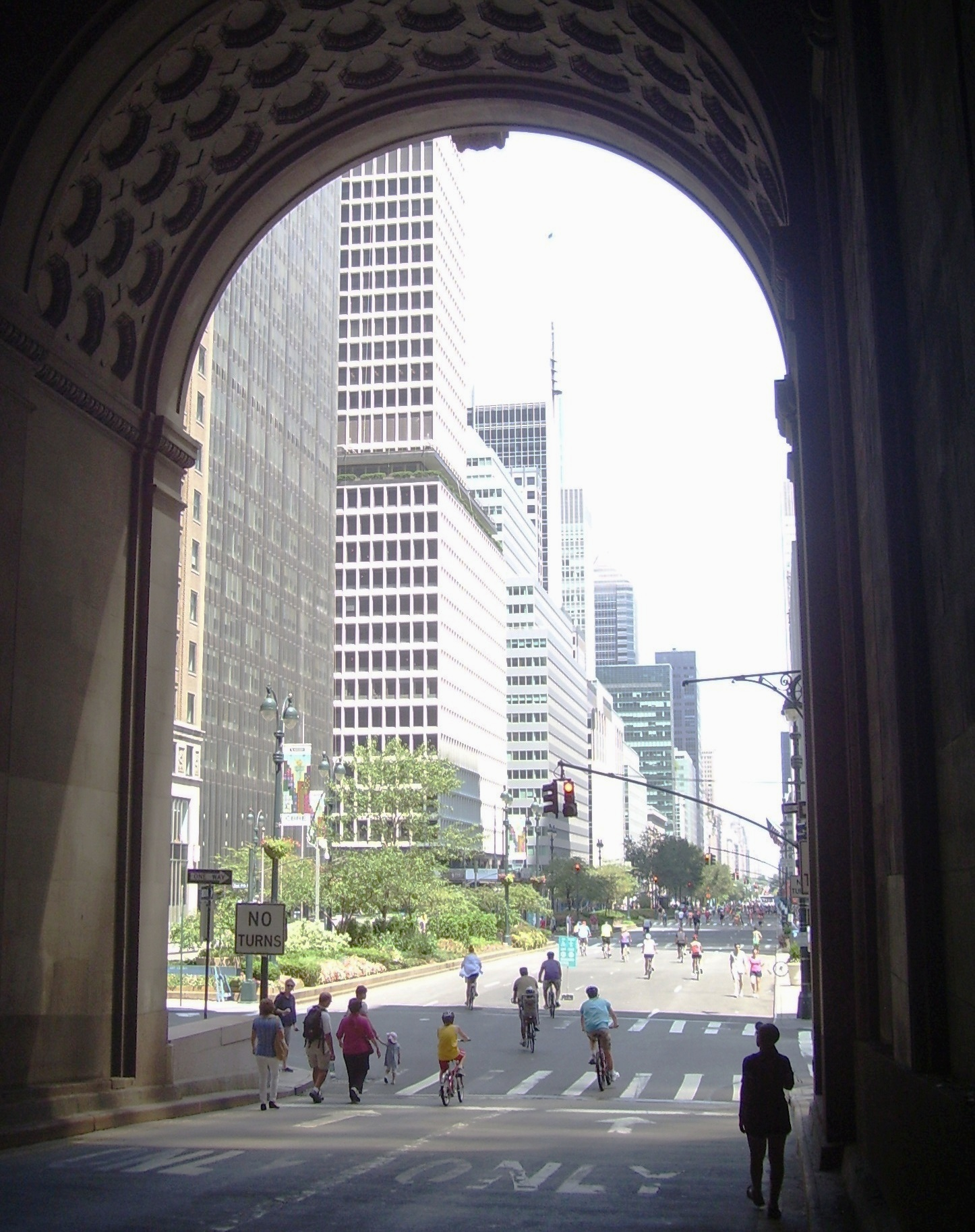
ニューヨーク市の通りが7マイルに渡って車の進入が禁止される"サマー・ストリート" (Summer Streets) 期間中のパーク・アベニュー高架橋 (en) のアップタウン側の出入口。

### ニューヨーク・ジェネラル・ビル
ニューヨーク・セントラル鉄道会社はビルをゼネラル・タイヤ&ラバー・カンパニー (en) に売却したとき、ニューヨーク・ジェネラル・ビル (New York General Building) へと名前は変更された。名前の変更は"C"と"T"の文字をそれぞれ"G"と"E"に彫り変えるだけなので簡単だった。

### ヘルムズリー・ビル
1977年、ゼネラル・タイヤ&ラバー・カンパニーはHelmsley-Spearにビルを売却し、翌1978年、レオナ・ヘルムズリーはビルを現在の名称であるヘルムズリー・ビル (Helmsley Building) に改称した。1998年8月にHelmsley-Spear Managementがビルの所有権をMax Capitalに$253ミリオンで売却した際には、ビル名の変更は伴わないことが規約とされた。2006年には、アラブ王族が所有する投資会社イスティスマールへと$705ミリオンで売却された。さらに2007年、ゴールドマン・サックスへと10億ドル以上で売却された。

## 大衆文化における描写
- 2008年の映画ダークナイトのポスターには爆発するバットマン・エンブレムの背景にこのビルが写っている。
- 2001年の映画A.I.に登場する摩天楼の中にはこのビルが含まれている。
- 非物語映画Barakaのニューヨークでのロケにも登場する。
- ゴッドファーザーでニューヨークの五大ファミリーが自分たちの社会的影響力を誇示しあった会合の場所としてこのビル内の広間が使用されている。鉄道の壁画が俳優たちの背後に映っている。しかしこの広間の外装としてこの映画で映されているのはen:33 Liberty Streetのニューヨーク連邦準備銀行ビルである。
- アイン・ランドのen:Atlas Shruggedでは、小説内の敵役Dagny TaggartのオフィスビルTaggart Transcontinental Railroad Buildingとして描かれている。